# Disportrait
Disportrait er en dansk portrætfilm fra 2014 instrueret af Alejandro Alvarez Cadilla og Ulrik Wivel.

## Handling
Den verdenskendte spanske koreograf Nacho Duato er tvunget til at genopfinde sig selv kunstnerisk efter at være blevet fyret fra det ensemble, han har været leder for i 20 år.